# Joe Andrew
Joe Andrew  (né le 1er mars 1960-) est un homme politique de l'Indiana, il fut le coprésident du parti démocrate de 1999 à 2001 avec Ed Rendell.